# Arthez-d’Armagnac
Arthez-d’Armagnac település Franciaországban, Landes megyében. Lakosainak száma 92 fő (2022. január 1.). Arthez-d’Armagnac Lannemaignan, Le Frêche, Montégut, Perquie és Villeneuve-de-Marsan községekkel határos.

## Népesség
A település népességének változása:
| Lakosok száma | 205  | 142  | 93   | 125  | 116  | 111  | 110  | 101  | 97   | 92   |
|               | 1968 | 1982 | 1990 | 2006 | 2013 | 2015 | 2017 | 2019 | 2020 | 2022 |